# Liste des cours d'eau de Bretagne
- Haut – A
- B
- C
- D
- E
- F
- G
- H
- I
- J
- K
- L
- M
- N
- O
- P
- Q
- R
- S
- T
- U
- V
- W
- X
- Y
- Z

Cette liste présente les cours d'eau qui arrosent, en totalité ou en partie, les terres de la Bretagne, au sens de péninsule de l'ouest de la France.

## A
- l'Aber dans la presqu'île de Crozon (Sandre, « Fiche cours d'eau - L'Aber (J3924400) » (consulté le 23 mai 2012))
- Aber nom de plusieurs cours d'eau du Léon :
  - l'Aber-Benoît
  - l'Aber-Ildut
  - l'Aber-Wrac'h
- l'Acheneau
- l'Aër, affluent de l'Ellé
- l'Aff
- la rivière d'Andouillé, affluent de l'Ille (Sandre, « Fiche cours d'eau - L'Andouillé (J7107300) » (consulté le 23 mai 2012))
- l'Ardenne
- l'Arguenon
- la rivière d'Argent
- l'Arz
- l'Aulne
- l'Aven

## B
- le Bélon
- le Beuvron
- biez : nom de plusieurs ruisseaux, ou canaux de drainage, dans les marais du pays de Dol-de-Bretagne :
  - le Biez Jean (Sandre, « Fiche cours d'eau - Le Biez Jean (J0404000) » (consulté le 13 mai 2012)) [1]
  - le Biez Brillant (Sandre, « Fiche cours d'eau - Biez Brilland (J0416002) » (consulté le 23 mai 2012))
  - le Biez de Cardequin (Sandre, « Fiche cours d'eau - Biez de Cardequin (J0--3002) » (consulté le 23 mai 2012))
- la Blanche
- le Blavet
- le Blosne
- la Boulogne
- le Brivet
- la Brutz, en Loire-Atlantique, affluent du Semnon (Sandre, « Fiche cours d'eau - La Brutz (J7614000) » (consulté le 23 mai 2012))

## C
- la Cantache, affluent de la Vilaine à l'ouest de Vitré
- le Canut, nom de deux rivières :
  - le Canut, rivière qui coule de Plélan-le-Grand à Saint-Senoux où il débouche dans la Vilaine (Sandre, « Fiche cours d'eau - Le Canut (J75-0300) » (consulté le 23 mai 2012))
  - le Canut de Renac qui coule de Pipriac à Sainte-Marie, où il débouche également dans la Vilaine (Sandre, « Fiche cours d'eau - Le Canut (J79-0310) » (consulté le 23 mai 2012))
- le Cens
- la Chère
- la Chézine
- la Claie, affluent de l'Oust
- le Coat Toulzac'h, affluent de la Penzé (Sandre, « Fiche cours d'eau - Le Coat Toulzac'h (J2714001) » (consulté le 23 mai 2012))
- le Corong ou Coronc, est un affluent de l'Hyères sur sa rive gauche, entre Callac et Carhaix-Plouguer ; (Sandre, « Fiche cours d'eau - Le Corong (J3714000) » (consulté le 23 mai 2012))
- le Couesnon est le fleuve côtier qui sépare la Normandie de la Bretagne et débouche devant le Mont Saint-Michel ;

## D
- Le Daoulas (rivière des Côtes-d'Armor)
- La Divatte
- Don, nom de deux rivières :
  - le Don, affluent de la Vilaine, (Sandre, « Fiche cours d'eau - Le Don (J79-3000) » (consulté le 23 mai 2012))
  - le Petit Don, affluent du Don, (Sandre, « Fiche cours d'eau - Le Petit Don (J7915800) » (consulté le 23 mai 2012))
- la Donan, ruisseau côtier du Nord-Finistère (Sandre, « Fiche cours d'eau - La Vallée des Moullins (J2505100) » (consulté le 23 mai 2012))
- la Douffine
- l'hydronyme Dour, qui signifie eau, rentre dans la composition du nom de très nombreux cours d'eau :
  - le Dour Elego, affluent du Yar sur sa rive droite
  - le Douron, qui prend sa source à Lannéanou, est trégorrois tout au long de son cours qui se termine entre Locquirec et Plestin-les-Grèves
  - le Dourduff, qui débouche, au port du Dourduff-en-Mer, commune de Plouezoc'h, dans la baie de Morlaix
  - le Dour Meur ou Dourmeur (grande eau), affluent du Leff (Sandre, « Fiche cours d'eau - Le Dourmeur (J1808000) » (consulté le 23 mai 2012))
  - un autre Dour Meur, se jetant dans la Manche à Plestin-les-Grèves (Sandre, « Fiche cours d'eau - Le Dour Meur (J2407200) » (consulté le 23 mai 2012))
  - le Toul an Dour, affluent du Sullé, dans les Côtes-d'Armor (Sandre, « Fiche cours d'eau - Le Toul an Dour (J1715300) » (consulté le 23 mai 2012))
  - le Dourcam (l'Eau courbe), affluent de l'Aulne (Sandre, « Fiche cours d'eau - Le Dourcam (J3718900) » (consulté le 23 mai 2012))
  - le Dourdu (eau noire), affluent de la Laïta (Sandre, « Fiche cours d'eau - Le Dourdu (J4904000) » (consulté le 23 mai 2012))
  - le Dour Gwenn, éponyme d'un quartier de Brest (l'Eau Blanche), qui se jette dans la Rade de Brest
  - le Dour Hir (l'Eau longue), affluent du Blavet à l'ouest d'Hennebont
  - etc.

## E
- l'Ellez
- l'Ellé
- l'Élorn
- l'Eon
- l'Erdre, affluent de la Loire à Nantes
- l'Ével

## F
- le Falleron
- la Faou (Sandre, « Fiche cours d'eau - Le Faou (J3526000) » (consulté le 23 mai 2012))
- la Flèche
- la Flora
- la Flume, affluent de la Vilaine, au sud de Rennes
- le Frémur Est
- le Frémur Ouest
- le Frout, affluent de l'Odet à Quimper

## G
- le Gesvres
- le Glanvez qui se jette dans la rade de Brest à Loperhet
- le Goued ou Gouët, fleuve côtier qui débouche au port du Légué à Saint-Brieuc
- le Gouédic (Petit Goued), autre rivière de Saint-Brieuc
- le Gouessant, fleuve côtier qui arrose Lamballe et se jette dans la Manche près de Morieux
- le Goyen, ou rivière d'Audierne
- Grand Pont
- Gwazh : le mot signifie ruisseau et se retrouve dans certains hydronymes :
  - Gwazh Vilinig, petit affluent du Trieux
- le/la Guerge, affluent du Couesnon, prend sa source à Montours
- le Guic, affluent du Léguer, à Belle-Isle-en-Terre, sur sa rive gauche
- le Guillec ou Quillec
- le Guindy, qui débouche dans le Jaudy à Tréguier.

## H
- la rigole d'Hilvern, qui conduit l'eau de l'Oust au bief de partage du Canal de Nantes à Brest, entre le bassin de l'Oust et celui du Blavet
- le Horn
- l'Hyères

## I
- l'Iaric
- l'Ic
- l'Ille
- l'Illet
- l'Inam, affluent de l'Ellé
- l'Isac
- l'Ise, affluent de la Seiche
- l'Islet
- l'Isole

## J
- le Jarlot, l'une des deux rivières de Morlaix
- le Jaudy, la rivière du port de Tréguier
- le Jet, affluent de l'Odet qu'il rejoint à Quimper

## K
- le Kerallé
- le Kerdu
- le Kergoat
- le Kerloc'h, rivière de la presqu'île de Crozon
- le Kersault, affluent de l'Hyères
- le Koad Toull Sac'h

## L
- la Laïta, rivière de Quimperlé
- le Langonnet
- le Lan Scalon à Plougonver
- le Leff, affluent du Trieux sur sa rive droite
- le Léguer (dit aussi le Guer), rivière de Lannion, se jette dans la Manche à Beg-Léguer
- le Linon, traverse Combourg, affluent de la Rance sur sa rive droite
- le Liziec à Vannes
- le Loch, rivière d'Auray
- la Logne
- la Loire, qui arrose Ancenis, Nantes, Saint-Nazaire
- la Loisance, affluent du Couesnon sur sa rive droite

## M
- la Maine
- le Meu
- le Meleuc
- la Mignonne (ou rivière de Daoulas)
- le Minay
- la Minette, affluent du Couesnon sur sa rive droite
- le Moine
- le Moros

## N
- le Nançon
- le Naïc
- le Névet
- le Ninian
- le Néal

## O
- l'Odet
- l'Ognon
- l'Oust (rivière)

## P
- le Palet
- la Penfeld ou Penfell
- la Penzé
- la Pérouse

## Q
- le Queffleut, l'une des deux rivières de Morlaix
- le Quillimadec
- le Quillivaron
- le Quincampoix, affluent de la Seiche

## R
- la Rance fleuve
- Rivière : de nombreux hydronymes comportent ce mot (en général stêr en breton) 
  - la Rivière d'Argent
  - la Rivière de Crac'h
  - la Rivière de Daoulas, ou Mignonne
  - la Rivière de Pénerf
  - la Rivière d'Étel
  - la Rivière du Faou
  - la Rivière de Pont-l'Abbé
  - la Rivière Saint-Éloi
- le Rivoal à Saint-Rivoal
- le Roscoat, dans le Trégor
- la Rosette, alimente l'étang de Jugon (Sandre, « Fiche cours d'eau  (J111400A) » (consulté le 23 mai 2012))
- le Rozan, dans le canton d'Uzel

- Ruisseau : le terme se rencontre dans de très nombreux noms :
  - Ruisseau de la Banche, débouche dans la Manche au Vivier-sur-Mer
  - Ruisseau de Combs
  - Ruisseau d’Eval
  - Ruisseau de Guiault, débouche dans la Manche au Vivier-sur-Mer
  - Ruisseau de Guinefort, affluent de la Rance sur sa rive gauche, à Évran
  - Ruisseau de la Hesnais
  - Ruisseau des étangs de Landal
  - Ruisseau de Lochrist, affluent du Goyen sur sa rive droite, en amont de  Pont-Croix, entre Pont-Croix et Confort-Meilars
  - Ruisseau d’Oyon, affluent de l’Aff
  - Ruisseau de Ricordel
  - Ruisseau de la Rieule, alimente l’étang de Jugon
  - Ruisseau de Rosanbo vers Plestin-les-Grèves affluent du Yar

## S
- Saint : quelques noms de saints sont aussi hydronymes :
  - le Saint-Émilion, affluent du Guic, rappelle que le saint éponyme, Émilion, serait originaire de cette région qu'il délaissa pour les vignes du Bordelais
  - le Saint-Rivoal, voir Rivoal
- la Sanguèze
- la Sarre
- le Scorff
- le Secret
- la Seiche
- le Semnon
- le Serein
- la Sèvre Nantaise
- le Squiriou
- Stêr signifiant rivière, plusieurs cours d'eau portent ce nom, même en français :
  - le Steïr
  - le Ster Goz
  - le Ster Goanez
  - le Ster Laër, autre nom de l'Inam

## T
- la Tamout
- le Tenu
- le Théoulas
- le Trieux
- le Tronçon

## U
- l'Urne

## V
- la Vertonne
- la Vilaine
- la Verzée
- la Veuvre

## Y
- l'Yaigne
- le Yar
- l'Yvel